# Agelaius tricolor
Agelaius tricolor là một loài chim trong họ Icteridae.